# Eleocharis oxylepis
Eleocharis oxylepis är en halvgräsart som först beskrevs av Karl Friedrich Meinshausen, och fick sitt nu gällande namn av Boris Fedtjenko. Eleocharis oxylepis ingår i släktet småsäv, och familjen halvgräs. Inga underarter finns listade i Catalogue of Life.